# Pascweten
Pascweten (Bretons: Paskwezhen) was graaf van Vannes en claimde het Koninkrijk Bretagne.

## Biografie
Pascweten was een zoon van Ridoredh van Vannes en was een belangrijk edelman aan het hof van koning Erispoë. Hij trouwde met een dochter van Salomon van Bretagne en onderhandelde namens zijn schoonvader met koning Karel de Kale in 867. 
In 874 maakte hij deel uit van een samenzwering samen met Gurwent en enkele anderen en ze vermoordden Salomon. In de twee jaren die volgden vocht hij met Gurwent om het koningschap van Bretagne. In 876 waren ze beiden dood, waarna het gevecht werd voortgezet door hun familieleden Judicaël en Alan.